# Жалібничка блискуча
Жалібничка блискуча (Psalidoprocne nitens) — вид горобцеподібних птахів родини ластівкових (Hirundinidae).

## Поширення
Вид поширений в Західній та Центральній Африці. Мешкає у відкритих лісах, узліссях та галявинах неподалік водойм.

## Підвиди
- P. n. nitens (Cassin, 1857) – південна Гвінея, Сьєрра-Леоне, Ліберія, південна частина Кот-д'Івуару, південна Гана, південно-східна Нігерія до Демократичної Республіки Конго на півночі, Габону на півдні, Республіка Конго та північно-західна Ангола;
- P. n. centralis (Neumann, 1904) – північно-східна частина Демократичної Республіки Конго.